# Gruppo Calcio Alfa Romeo 1938-1939
Questa voce raccoglie le informazioni riguardanti il Gruppo Calcio Alfa Romeo nelle competizioni ufficiali della stagione 1938-1939.

## Rosa
| N. |                   | Ruolo | Calciatore          |
| -- | ----------------- | ----- | ------------------- |
|    | Italia (bandiera) | C     | Giuseppe Andrei     |
|    | Italia (bandiera) | P     | Delfo Asnaghi       |
|    | Italia (bandiera) | C     | Nello Bechelli      |
|    | Italia (bandiera) | C     | Angelo Bellotti     |
|    | Italia (bandiera) | A     | Vittorio Bonifacio  |
|    | Italia (bandiera) | A     | Gennaro Bonsanto    |
|    | Italia (bandiera) | P     | Gaetano Cesana      |
|    | Italia (bandiera) | C     | Luigi Fava          |
|    | Italia (bandiera) | C     | Pasquale Galimberti |
|    | Italia (bandiera) | A     | Fortunato Galli     |
|    | Italia (bandiera) | C     | Ercole Landoni      |
|    | Italia (bandiera) | D     | Pietro Maestroni    |

| N. |                   | Ruolo | Calciatore        |
| -- | ----------------- | ----- | ----------------- |
|    | Italia (bandiera) | D     | Franco Mari       |
|    | Italia (bandiera) | D     | Virginio Mazzola  |
|    | Italia (bandiera) | A     | Valentino Mazzola |
|    | Italia (bandiera) | D     | Antonio Nogara    |
|    | Italia (bandiera) | A     | Luigi Pravettoni  |
|    | Italia (bandiera) | C     | Bruno Ricci       |
|    | Italia (bandiera) | A     | Celeste Rocca     |
|    | Italia (bandiera) | A     | Battista Sacchi   |
|    | Italia (bandiera) | C     | Antonio Severi    |
|    | Italia (bandiera) | P     | Bonifacio Smerzi  |
|    | Italia (bandiera) | D     | Gastone Staffiero |
|    | Italia (bandiera) | A     | Giuseppe Ugolini  |